# Toechima pterocarpum
Toechima pterocarpum är en kinesträdsväxtart som beskrevs av Sally T. Reynolds. Toechima pterocarpum ingår i släktet Toechima och familjen kinesträdsväxter. Inga underarter finns listade i Catalogue of Life.